# Sligo (Pennsylvania)
|  | Dieser Artikel wurde aufgrund von inhaltlichen Mängeln auf der Qualitätssicherungsseite des Projektes USA eingetragen. Hilf mit, die Qualität dieses Artikels auf ein akzeptables Niveau zu bringen, und beteilige dich an der Diskussion! Eine nähere Beschreibung der zu behebenden Mängel fehlt. |

Sligo ist ein Borough im Clarion County im Westen des US-amerikanischen Bundesstaates Pennsylvania. Das U.S. Census Bureau hat bei der Volkszählung 2020 eine Einwohnerzahl von 681 ermittelt.
Sligo liegt im Tal des Licking Creek und seiner Nebenflüsse. Die Gegend war ehemals reich an Kohlevorkommen.

## Name
Der Name der Ortschaft rührt von der irischen Stadt und gleichnamigen Grafschaft Sligo.

## Einwohner
| Bevölkerungsentwicklung | Bevölkerungsentwicklung | Bevölkerungsentwicklung | Bevölkerungsentwicklung |
| Census                  | Einwohner               |                         | ± rel.                  |
| ----------------------- | ----------------------- | ----------------------- | ----------------------- |
| 1880                    | 543                     |                         | —                       |
| 1890                    | 495                     |                         | −8,8 %                  |
| 1900                    | 505                     |                         | 2 %                     |
| 1910                    | 754                     |                         | 49,3 %                  |
| 1920                    | 801                     |                         | 6,2 %                   |
| 1930                    | 750                     |                         | −6,4 %                  |
| 1940                    | 948                     |                         | 26,4 %                  |
| 1950                    | 913                     |                         | −3,7 %                  |
| 1960                    | 814                     |                         | −10,8 %                 |
| 1970                    | 825                     |                         | 1,4 %                   |
| 1980                    | 798                     |                         | −3,3 %                  |
| 1990                    | 706                     |                         | −11,5 %                 |
| 2000                    | 728                     |                         | 3,1 %                   |
| 2010                    | 720                     |                         | −1,1 %                  |
| 2020                    | 681                     |                         | −5,4 %                  |
| Schätzung 2021          | 685                     |                         | 0,6 %                   |
| Quellen:                |                         |                         |                         |